# كيغة العليا (ماهرو)
کیغة العلیا (بالفارسية: کیگه علیا) هي قرية تقع في إيران في قسم ماهرو الریفي. يقدر عدد سكانها بـ 76 نسمة .